# Josef Chlumský
Josef Chlumský (23. ledna 1871 Xaverovice – 12. března 1939 Praha-Královské Vinohrady) byl český bohemista, fonetik a zakladatel experimentální fonetiky v českých zemích.

## Životopis
Narodil se v obci Xaverovice (později nazývané Nové Dvory) nedaleko Lomnice nad Popelkou v severovýchodních Čechách. Vystudoval střední školu a poté studoval moderní filologii českou, německou a zejména francouzskou na Karlo-Ferdinandově univerzitě v Praze, kde získal doktorát v roce 1898. Byl mj. žákem prof. Jana Gebauera v jeho semináři pro slovanskou filologii založeném v roce 1880. Studijně pobýval ve Štrasburku a Berlíně. V letech 1910–1914 studoval v Paříži v ústavu experimentální fonetiky u abbého Jeana-Pierra Rousselota (1846–1924), kněze a zakladatele oboru fonetiky. Posléze se stal jeho asistentem a vedoucím laboratoře na pařížské univerzitě Collège de France. V roce 1912 se v Praze na Karlo-Ferdinandově univerzitě habilitoval pro fonetiku. V roce 1914 se před vypuknutím první světové války vrátil z Paříže do Prahy, kde založil „provizorní“ fonetickou laboratoř.
V roce 1919 byl jmenován mimořádným profesorem. V tomtéž roce byl jmenován ředitelem Laboratoře pro experimentální fonetiku, ke které patřil i fonografický archiv.
Po vzniku Československa založil roku 1920 na Filozofické fakultě Univerzity Karlovy Fonetický ústav, jehož se stal ředitelem. Roku 1924 se stal řádným profesorem.
Když byla na podzim roku 1928 ustavena Fonografická komise České akademie věd a umění, byl jejím předsedou zvolen právě prof. PhDr. Josef Chlumský. Členy komise byli profesoři Jiří Horák a Josef Zubatý. Bylo rozhodnuto, že budou zaznamenávány veškeré zvukové projevy: hudba lidová i umělá, nářečí, projevy divadelních umělců, básníků i významných osobností veřejného života. První etapu nahrávání se podařilo uskutečnit od 19. září do 1. listopadu 1929 v Národním domě na Vinohradech. Nahrávací studio zprostředkoval Radiojournal a techniku měla na starosti firma Pathé. Bylo použito 800 záznamových kotoučů pokrytých voskem (podklad k výrobě matric gramofonových desek), přičemž použít bylo možné 500 hotových nahrávek.
Zemřel 12. března 1939 v Praze-Královských Vinohradech ve věku 68 let. Pohřben byl na Vinohradském hřbitově.

## Dílo (výběr)
Byl autorem 114 knihovnicky dokumentovaných publikací. Většinu svých prací napsal ve francouzštině.
- Une variété peu connue de l’r linguale: le ř tchèque. Revue de Phonétique. 1911, roč. 1, s. 33–67. [Studie o českém ř.] L. Švestková o díle uvádí: „Vzorný popis tohoto jazykového jevu vyčerpává látku z hlediska lingvistického, fonetického i z hlediska fonetiky historické.“[7]
- Česká kvantita, melodie a přízvuk = La quantité, la mélodie et l'accent d'intensité en Tchèque. V Praze: nákladem České akademie věd a umění, 1928. 240 s., 92 nečísl. s. obr. příloh. Rozpravy České akademie věd a umění, třída III, č. 65.
- Pokus o měření českých zvuků a slabik v řeči souvislé. V Praze: Nákladem České akademie císaře Františka Josefa pro vědy, slovesnost a umění, 1911. 73 s. Rozpravy České akademie císaře Františka Josefa pro vědy, slovesnost a umění, třída III, č. 36.
- Fonografický archiv České akademie věd a umění = Les Archives de la Parole de l'Académie Tchéque de Prague. V Praze: Josef Chlumský, 1935. 23 s. Zvláštní otisk z: Věstník České akademie věd a umění 1935.
- Fonografický a gramofonický archiv České akademie věd a umění v Praze. Časopis pro moderní filologii. 1930, s. 189–192. ISSN 0008-7386.
- Fonografický a gramofonový archiv České akademie věd a umění v Praze: zvláštní otisk z Časopisu pro moderní filologii, roč. XVI, sešit 2. Praha: Univerzita Karlova, Filozofická fakulta, 1927(?). 4 s.